# Chambly (Québec)
Pour l’article homonyme, voir Chambly.
Chambly est une ville située dans la municipalité régionale de comté (MRC) de la Vallée-du-Richelieu en Montérégie, au Québec, au Canada. On y dénombre 31 938 personnes en 2025,.
Chambly est aussi la ville principale d'une agglomération qui compte trois autres municipalités (Carignan, Richelieu et Saint-Mathias-sur-Richelieu), pour un total de plus de 48 000 citoyens en 2016.
Située à la sortie 22 de l'autoroute 10, Chambly est renommée pour son fort, ses écluses, son canal et sa bière blanche brassée par Unibroue.

## Toponymie
Le toponyme de Chambly provient du patronyme de Jacques de Chambly (1640?-1687), qui était capitaine du régiment de Carignan-Salières et à qui fut concédée la seigneurie qui portera son nom. C'est ce capitaine qui construisit le fort Saint-Louis, en 1665, sur ordre de Louis XIV, sur la rive de la rivière Richelieu, fort qui deviendra ultérieurement le fort Chambly.

## Histoire

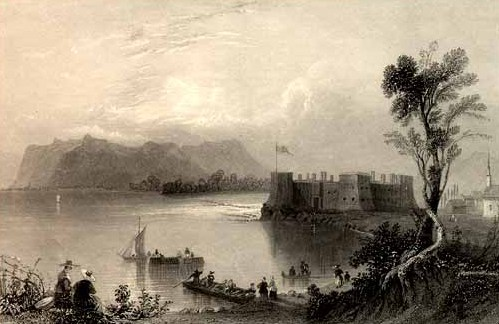
Fort Chambly, vers 1840.

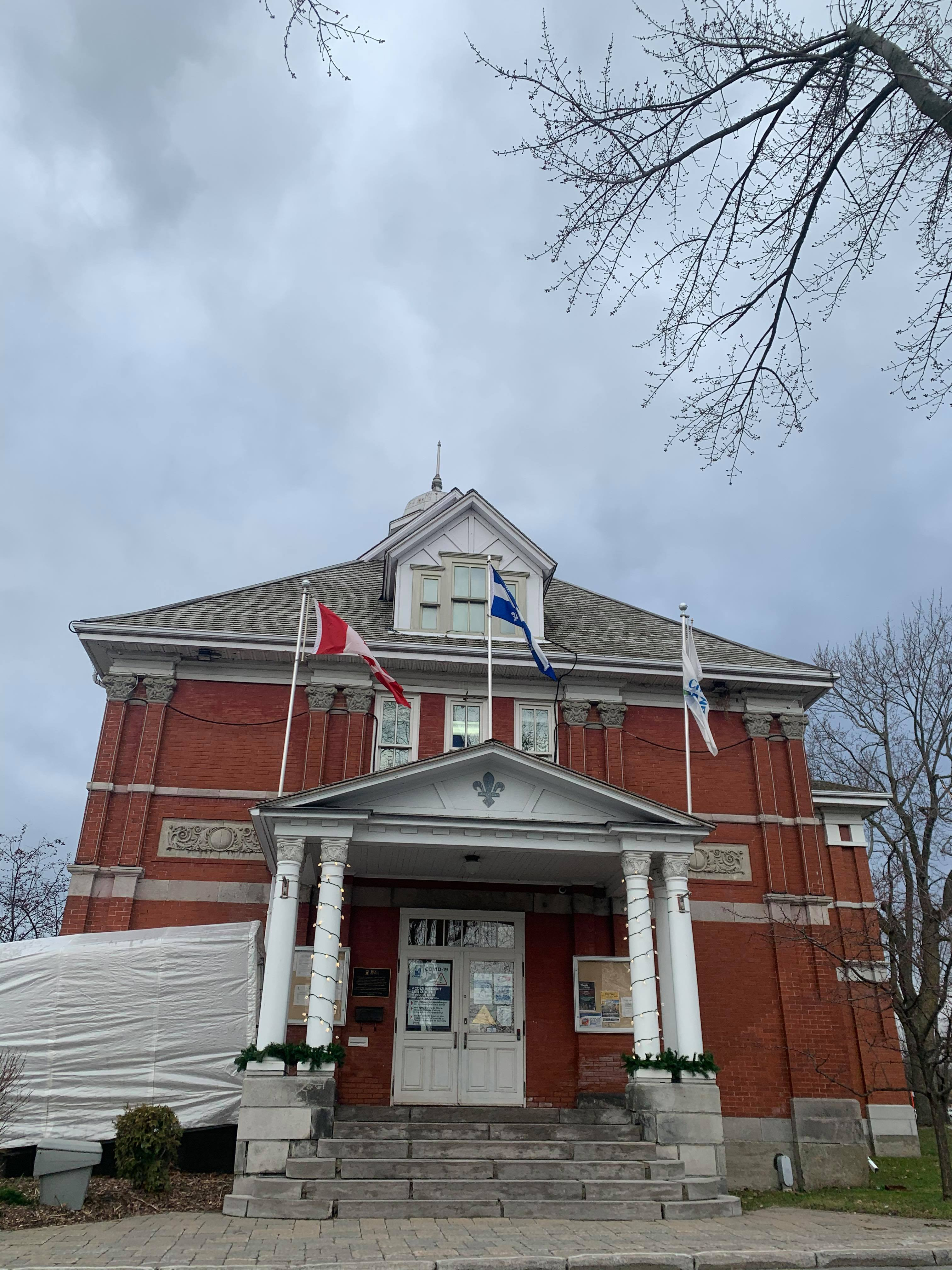
Hôtel de ville de Chambly

Créée en 1849, la municipalité de Chambly proprement dite est d'abord connue comme municipalité de village de Chambly-Canton. En 1855, des mutations territoriales sont perpétrées puisque le village de Chambly-Bassin ou Bassin-de-Chambly est officiellement créé. Le père Pierre-Marie Mignault a eu une place importante dans le développement du territoire et de la construction de l'église Saint-Joseph de Chambly.
En 1952, Chambly-Canton devient ville de Fort-Chambly et Chambly-Bassin devient ville de Chambly. Ces deux villes fusionneront en 1965 sous le nom et le statut de cité de Chambly.

## Géographie
La rivière Richelieu délimite le nord-est de la municipalité jusqu'au bassin de Chambly.
La rivière l'Acadie en délimite le nord-ouest en coulant vers le nord-est.

## Démographie
| 1986   | 1991   | 1996   | 2001   | 2006   | 2011   | 2016   | 2021   |
| ------ | ------ | ------ | ------ | ------ | ------ | ------ | ------ |
| 12 869 | 15 893 | 19 716 | 20 342 | 22 608 | 25 571 | 29 120 | 31 444 |

### Jumelages
- Fréhel (France)[9].

## Administration
Les élections municipales se font en bloc et suivant un découpage de huit districts.
| Chambly Maires depuis 2003                                                                                           |                    |         |                                    |
| Élection | Maire              | Qualité | Résultat                           |
| 2003 | Pierre Bourbonnais |         | Voir                               |
| 2005 | Denis Lavoie       |         | Voir                               |
| 2009 | Denis Lavoie       | Voir    |                                    |
| 2013 | Denis Lavoie       | Voir    |                                    |
| 2017 | Denis Lavoie       | Voir    |                                    |
| 2019 | Alexandra Labbé    | Voir    | Conseillère municipale (2017-2019) |
| 2021 | Alexandra Labbé    | Voir    | Conseillère municipale (2017-2019) |
| Élection partielle en italique Depuis 2005, les élections sont simultanées dans toutes les municipalités québécoises |                    |         |                                    |

## Transports

### Transport en commun
Le transport en commun est assuré par Exo. Le service est divisé en quatre types :
- des lignes locales, débutant par le chiffre 1 (104, par exemple), s'assurent du transport à l'intérieur de la ville et vers les municipalités voisines telles Richelieu et Marieville. Les bus ne sortant pas du territoire Chambly-Richelieu-Carignan sont gratuits ;
- des lignes express, débutant par le chiffre 4 couvrent le territoire pour rejoindre le Réseau express métropolitain au terminus Brossard ;
- des lignes régionales (ou interurbaines), débutant par le chiffre 6, font la connexion entre Chambly et les grandes municipalités de la région telles Longueuil et Saint-Jean-sur-Richelieu. La ligne 681, notamment, permet de se rendre à la station Longueuil–Université-de-Sherbrooke du Métro de Montréal ;
- des lignes à la demande, débutant par le chiffre 3, couvrent des quartiers plus isolés comme l'île Demers, l'île aux Lièvres et le quartier industriel. Elles sont assurées par des taxibus.

### Réseau routier

#### Autoroutes
- Autoroute 10 (Québec) au sud de la ville, permettant d'accéder à Montréal et à l'Estrie.
- Autoroute 35 (Québec) débutant à l'intersection de l'Autoroute 10 et du Boulevard Fréchette, qui constitue l'entrée sud de la ville. Elle permet d'accéder à Saint-Jean-sur-Richelieu.

#### Routes provinciales
- Route 112 (Québec) (aussi appelée Boulevard de Périgny en l'honneur de Paul d'Ailleboust de Périgny) qui traverse la ville dans l'axe Est-Ouest. Elle relie Chambly à Richelieu et Carignan.

#### Autres voies d'importance
- Avenue Bourgogne
- Avenue de Salaberry
- Boulevard Brassard
- Boulevard Franquet
- Boulevard Fréchette
- Boulevard Industriel
- Boulevard Lebel

## Économie
À Chambly se trouve le siège de l'entreprise ISAAC Instruments.

## Lieux et monuments

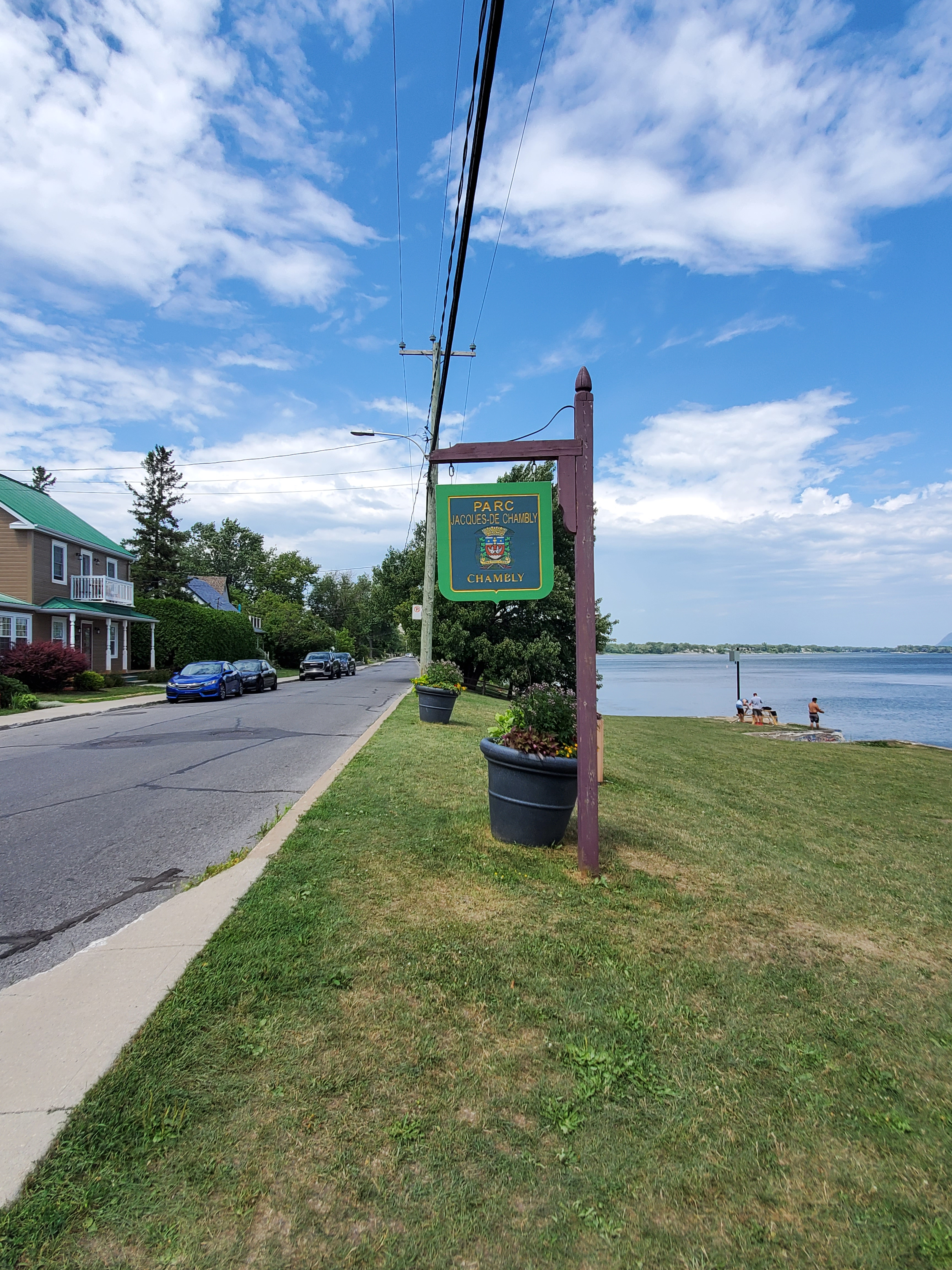
Panneau signalant le parc Jacques-De Chambly, rue Martel, Chambly

### Fort Chambly
Le fort de Chambly est l'un des bâtiments historiques de la ville.

### École secondaire de Chambly
L'école secondaire de la ville, qui accueillait les étudiants de 1ère à 3e secondaire, a subi un agrandissement de 177,3 millions de dollar pour permettre d'accueillir les secondaires 4 et 5 dans l'établissement.

### Patrimoine religieux

#### Église Saint-Joseph de Chambly
Située au 164 rue Martel, l'église Saint-Joseph-de-Chambly a été construite de 1880 à 1881. La paroisse avait été fondée en 1665.

#### Statue du Sacré-Cœur de Jésus
La statue du Sacré-Cœur de Jésus se trouve en face de l'église Saint-Joseph de Chambly. Cette nouvelle statue a été érigée en 1999 par les Amis du Sacré-Cœur et du Patrimoine en souvenir du centenaire de la consécration du monde au Sacré-Cœur de Jésus.

#### Église Très-Saint-Cœur-de-Marie
L'église Très-Saint-Cœur-de-Marie, située au 2390 rue Bourgogne, a été construite de 1949 à 1950.

#### Église Saint-Stephen
L'église Saint-Stephen, de confession anglicane, situé au 2000 rue Bourgogne, est proche du cimetière. Elle a été érigée en 1820 sur le terrain militaire proche du fort, pour desservir les militaires et la population anglophone de Chambly. Construite de 1820 à 1822, elle est classée comme ayant une architecture incontournable.
L'intérieur, simple et sobre, renferme un trésor : un orgue de Samuel Russell Warren qui a marqué la facture d'orgues au Canada au XIXe siècle.
L'église a été désignée lieu historique national du Canada en 1970 et a été classée monument historique par le gouvernement du Canada en 1965.

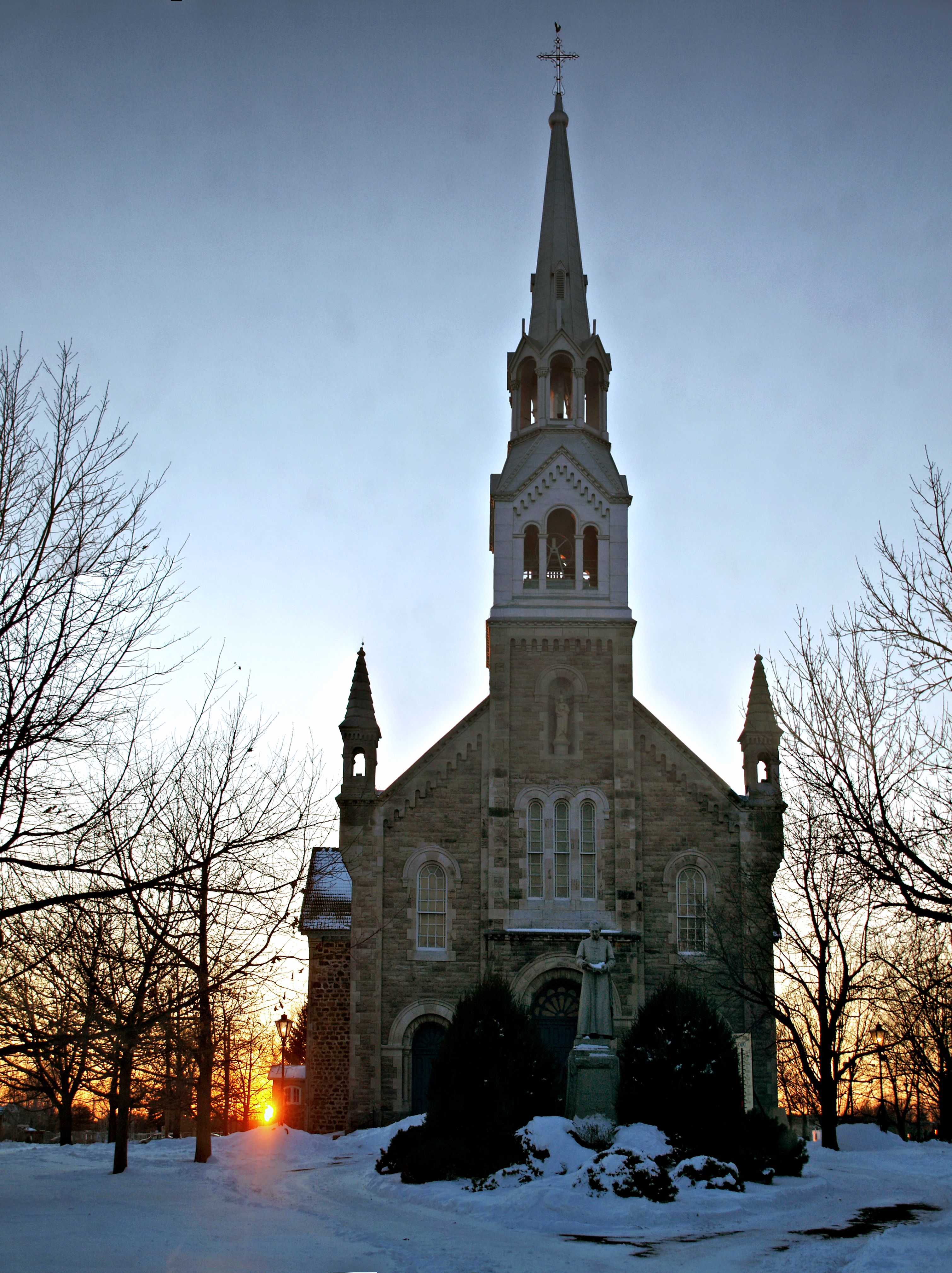
Église Saint-Joseph de Chambly
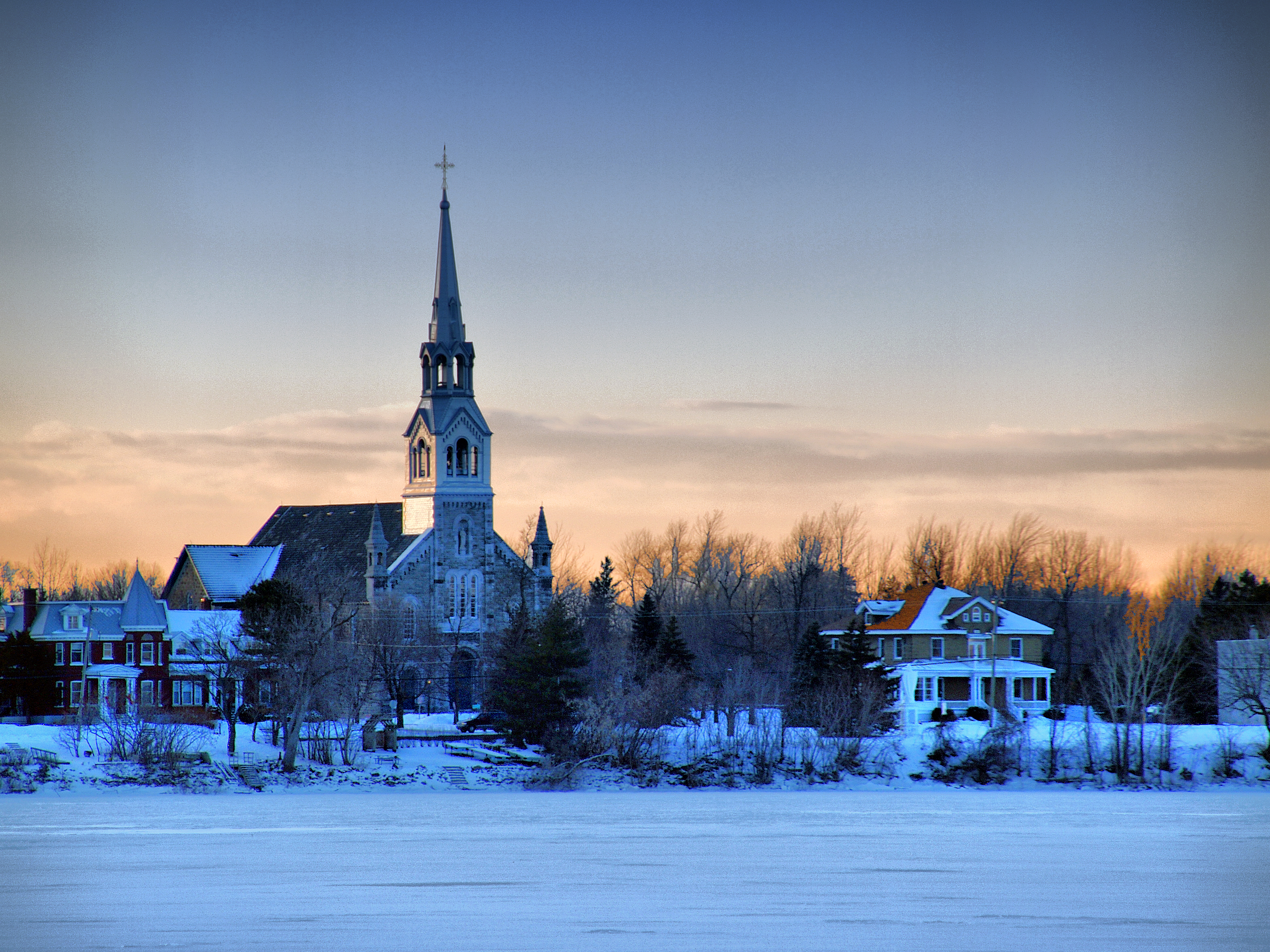
Église Saint-Joseph de Chambly
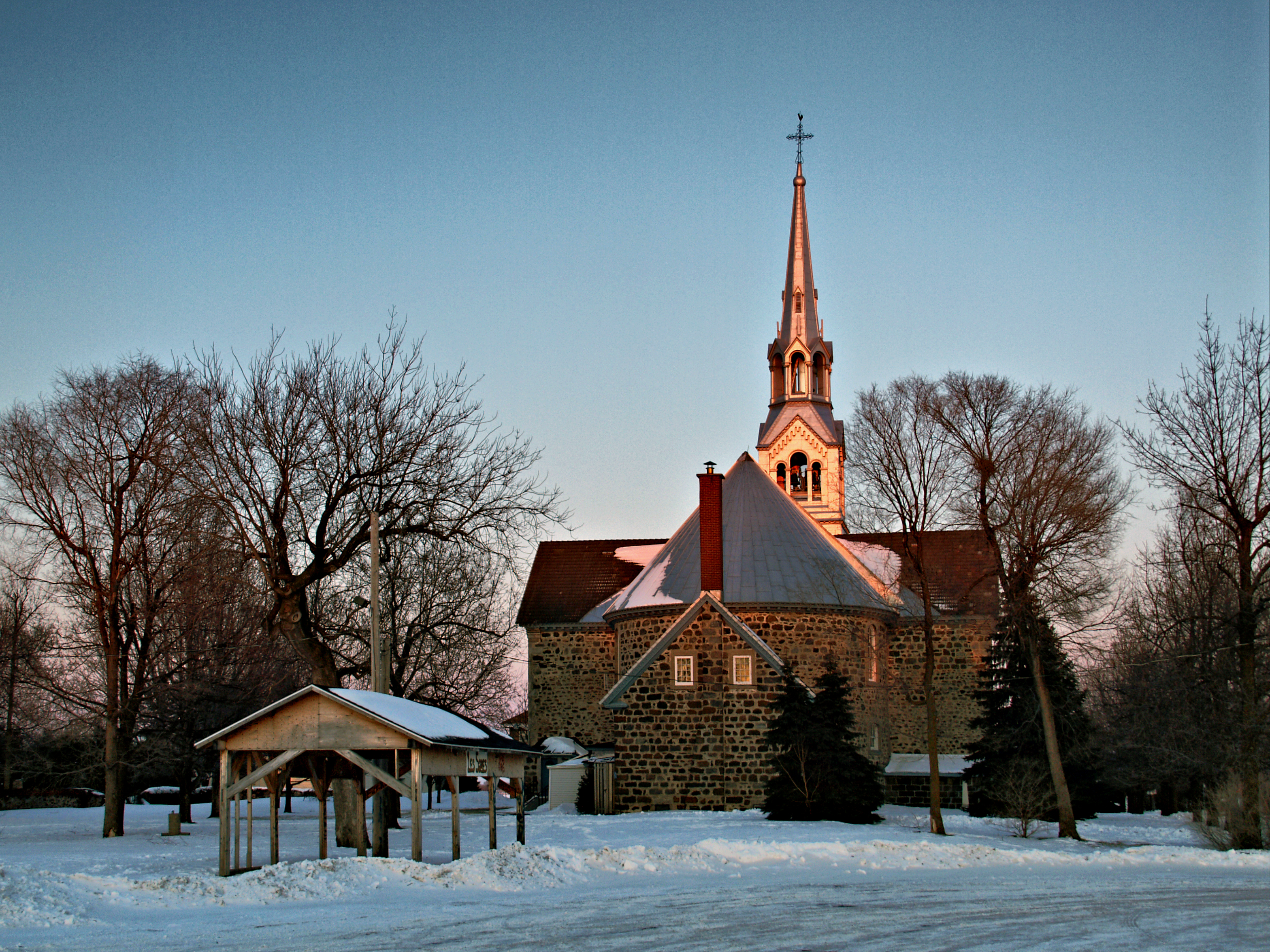
Chevet de Saint-Joseph
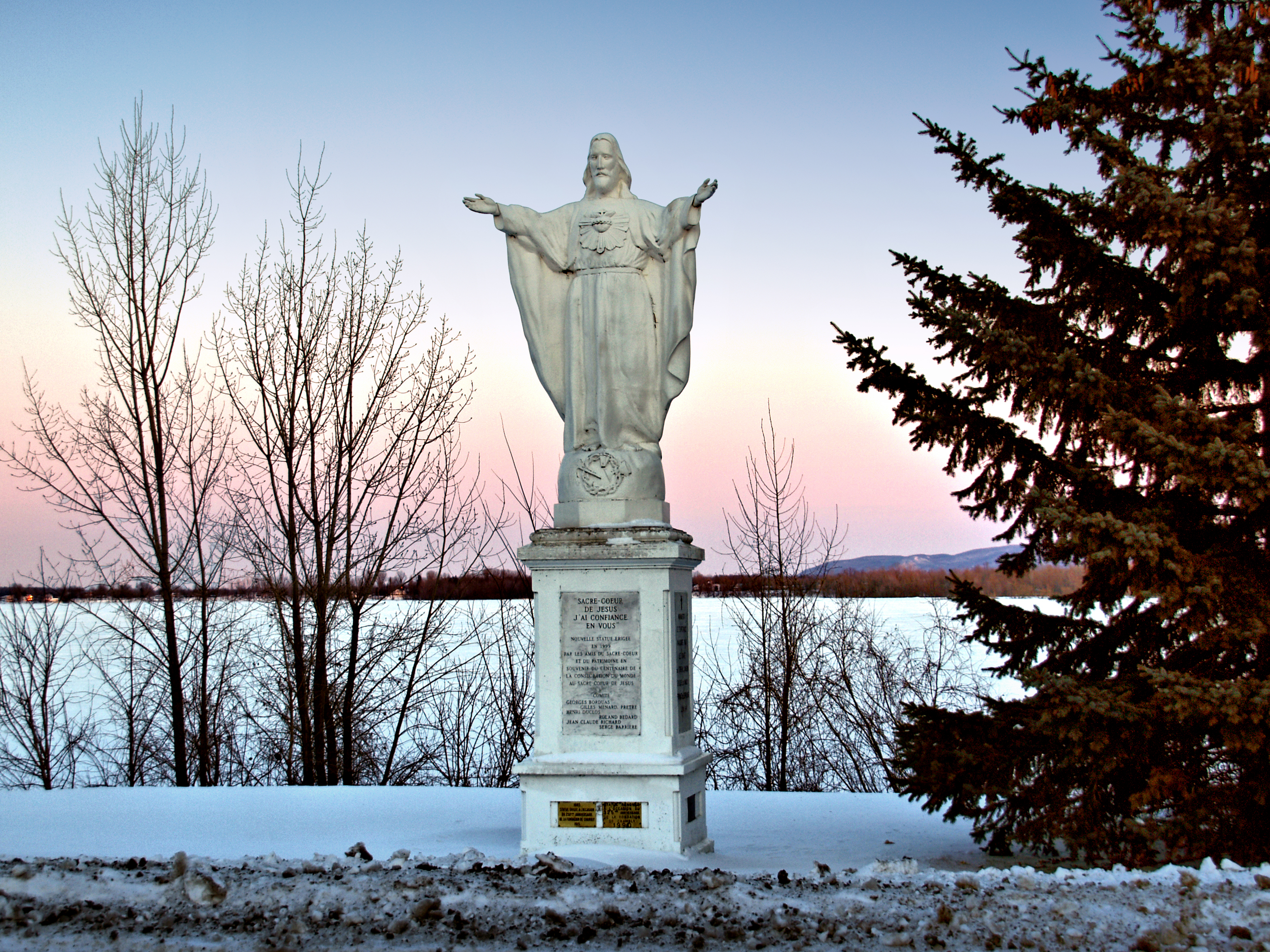
Statue du Sacré-Cœur de Jésus
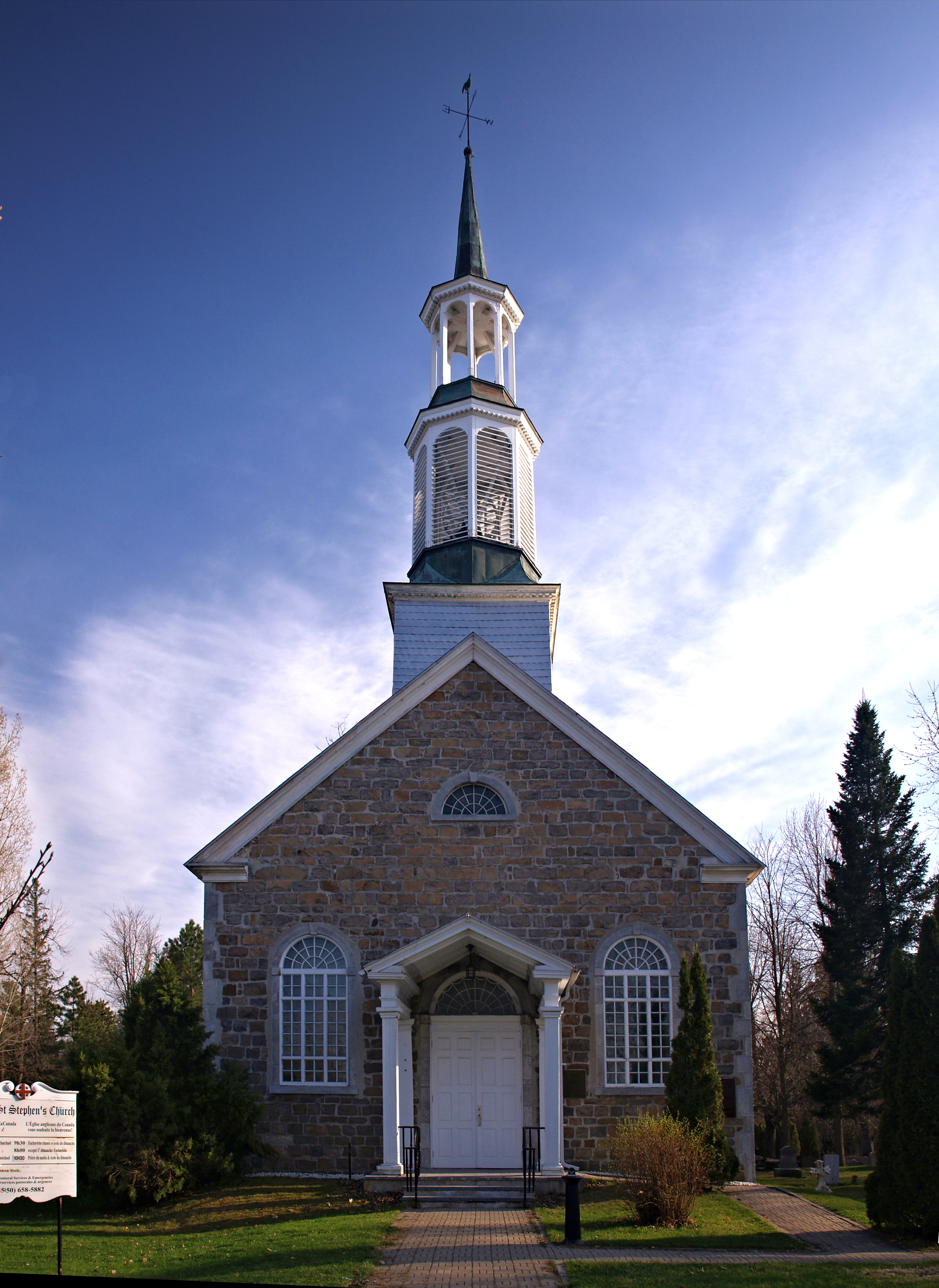
Église Saint-Stephen

## Personnalités

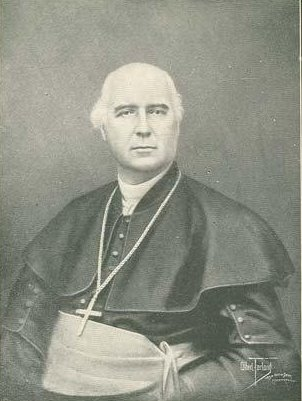
Mgr Charles La Rocque

L'une des Chamblyennes les plus connues est probablement Emma Lajeunesse connu sous le pseudonyme d'Albani, une des sopranos les plus célèbres du tournant du XXe siècle, qui a eu beaucoup de succès à la cour de divers États d'Europe, dont celui de l'Angleterre, d'Allemagne et en Russie.
La Ville de Chambly est aussi habitée par plusieurs membres de la communauté artistique québécoise, dont l'animateur Ricardo Larrivée, les humoristes Philippe Laprise et Jean-François Mercier, les écrivains Pascal Cloutier, Louise Chevrier et Jean-Simon DesRochers, de même que les producteurs Patrick Leduc et Sébastien G. Côté. Le guitariste et musicien William Peters y réside depuis sa naissance. Le groupe de musique Peachs qui a fait ses débuts dans la ville de Chambly est en train de percer sur TikTok.
Chambly est aussi la ville de naissance d'Étienne Provost, explorateur du XIXe siècle qui fut le premier homme blanc à découvrir Le Grand Lac Salé (Salt Lake) en Utah. Une ville de l'Utah, Provo, porte d'ailleurs son nom.
Joseph La Rocque et Charles La Rocque sont nés à Chambly, respectivement, en 1808 en 1809. Le premier fut évêque de Saint-Hyacinthe de 1860 à 1866 et le second de 1866 à 1875.

## Attraits

### Le festival Bières et Saveurs de Chambly
Établi depuis 2002 aux abords du bassin de Chambly et des rapides de la rivière Richelieu, le festival Bières et Saveurs se déroule chaque année lors de la fin de semaine de la fête du travail. Ce festival met en vedette une centaine d'exposants du Québec, dont plus de 60 microbrasseries. À eux s'ajoutent des dizaines de kiosques agroalimentaires, vignobles et cidreries en plus des restaurateurs qui offrent des élixirs et de la boustifaille tirée du terroir québécois.
Accueillant plus de 65 000 visiteurs, répartis sur quatre jours, et permettant à plus d'une centaine d'exposants de se faire connaître, le festival Bière et Saveurs permet aussi à différents artistes de toutes catégories (magiciens, musiciens, artistes de cirques, etc.) de se produire sur le site enchanteur qu'est celui du fort Chambly sur une des scènes disposées sur le site.
Évidemment, les enfants ne sont pas en reste avec la Seigneurie des petits, un coin du site où les jeunes enfants peuvent s'amuser, suivre des ateliers de cuisine et assister à des spectacles sous la supervision d'éducatrices spécialisées. Tout cela pour donner un peu de répit aux parents.
Ce festival est organisé par Concept B Événementiel (anciennement Bassin en Fête) et est le plus important rassemblement micro-brassicole du nord-est de l'Amérique.

### Concours d'élégance de voitures anciennes du Québec
Le site du fort Chambly est le lieu, chaque année, d'une grande exposition de voitures anciennes appelée Concours d'élégance de voitures anciennes du Québec. Elle se tient pendant un weekend de l'été, et présente environ 400 véhicules anciens de toutes sortes. L'événement est organisé par l'association sans but lucratif Voitures anciennes du Québec inc. (VAQ).

### Restaurants de la ville
La microbrasserie Délires et Délices est l'un des restaurants possédant aussi une salle de spectacle situé dans le Vieux Chambly devant le Bassin de Chambly.